# Boreoscala greenlandica
Boreoscala greenlandica är en snäckart som först beskrevs av G. Perry 1811.  Boreoscala greenlandica ingår i släktet Boreoscala och familjen vindeltrappsnäckor. Inga underarter finns listade i Catalogue of Life.